# 773
773（七百七十三、ななひゃくななじゅうさん）は自然数、また整数において、772の次で774の前の数である。

## 性質
- 773は137番目の素数であり、1つ前は769、次は787。
  - 約数の和は774。
- 33番目のスーパー素数である。1つ前は739、次は797。
- 44番目の左切り捨て可能素数である。1つ前は743、次は797。
- 3 と 7 を使った6番目の素数である。1つ前は733、次は3373。(オンライン整数列大辞典の数列 A020463)
  - a = 7 、b = 3 のときの a…ab の形で表せる36番目の素数である。1つ前は661、次は881。(オンライン整数列大辞典の数列 A062353)
  - 7…73 の形の2番目の素数である。1つ前は73、次は77773。(オンライン整数列大辞典の数列 A093165)
- 末尾の2桁が73の5番目の素数である。1つ前は673、次は1373。(オンライン整数列大辞典の数列 A244774)
- 12番目のテトラナッチ数であり、1つ前は401、次は1490。
  - テトラナッチ数が素数になる4番目の数である。1つ前は401、次は5350220959。(オンライン整数列大辞典の数列 A104535)
- 各桁の数字を入れ替えることで素数を作ることができない42番目の素数である。1つ前は677、次は827。(オンライン整数列大辞典の数列 A039986)
  - 377 = 13 × 29、737 = 11 × 67
- 各位の和が17になる42番目の数である。1つ前は764、次は782。
  - 各位の和が素数になる素数で、自身を作る数すべてが素数になる15番目の数である。1つ前は757、次は2333。(オンライン整数列大辞典の数列 A062088)
- 773 = 172 + 222
  - 異なる2つの平方数の和で表せる228番目の数である。1つ前は772、次は776。(オンライン整数列大辞典の数列 A004431)
- 773 = 12 + 142 + 242 = 22 + 122 + 252 = 42 + 92 + 262 = 72 + 182 + 202 = 82 + 152 + 222 = 102 + 122 + 232
  - 3つの平方数の和6通りで表せる56番目の数である。1つ前は766、次は779。(オンライン整数列大辞典の数列 A025326)
  - 異なる3つの平方数の和6通りで表せる29番目の数である。1つ前は766、次は774。(オンライン整数列大辞典の数列 A025344)
- 773 = 53 + 63 + 63 + 63
  - 4つの正の数の立方数の和で表せる213番目の数である。1つ前は772、次は776。(オンライン整数列大辞典の数列 A003327)

## その他 773 に関連すること
- 西暦773年
- 紀元前773年
- バーコード規格、EANの国コード773は、ウルグアイ。
- 773Four RECORDSは、同名の会社が運営するレーベル。
- シャイアン (USS Cheyenne, SSN-773) は、アメリカ海軍のロサンゼルス級原子力潜水艦。